# Masohi
Masohi (indonesisch Kota Masohi) ist ein Ort auf der indonesischen Insel Seram.

## Geographie
Masohi liegt an der Südküste des Mittelteils der Insel Seram. Sie ist eine autonome Stadt innerhalb des Regierungsbezirks (Kabupaten) der Zentralmolukken (Maluku Tengah). Die Stadt ist der Hauptort des Regierungsbezirks.
2011 gab es Pläne, die Hauptstadt der Provinz Maluku am 19. August 2012 von Ambon nach Masohi zu verlegen. Dies fand aber nicht statt.

## Transport und Verkehr
Masohi ist einer der zwei Orte auf Seram mit einer Flugverbindung zur Provinzhauptstadt Ambon. Außerdem gibt es eine Schnellbootverbindung von Tulehu auf Ambon aus.